# Pauk bijelac
Pauk bijelac (lat.Trachinus draco), pripada obitelji paukovki (Trachinidae). Najčešći je pauk u Jadranu. Pored pauka bijelca u Jadranu žive još tri vrste iz obitelji paukovki, to su pauk žutac, mrkulj i crnac. Bijelac naraste u dužinu do 40 cm i dosegne težinu do 1,5 kg. Tijelo mu je izduženo u boku stisnuto. Bijelac je ružičastosive boje, koso izbrazdan crnim, modrikastim, te niže i žutim šarama. Kao i kod ostalih vrsta pauka oči su mu izbočene i smještene visoko na glavi. Donja čeljust mu je duža od gornje. Na škržnom poklopcu ima dugu bodlju okrenutu prema natrag. Ljuske na tijelu su koso nanizane. Otrov je smješten u bodlji škržnog poklopca i na bodljama prve leđne peraje. Kao i kod ostalih vrsta paukova i njegov otrov djeluje na živčani i krvožilni sustav čovjeka. Nakon uboda najprije se javi jaka bol koja može trajati dosta dugo, čak i dvanaest sati. Nakon čega može uslijediti nesvjestica, povraćanje, lupanje srca i visoka temperatura, kao i drugi simptomi poremećaja u organizmu. Intenzitet tegoba će ovisiti o organizmu ubodene osobe i o veličini samog pauka. Nakon uboda pauka najbolje je brzo potražiti liječničku pomoć, no daleko od bilo kakve pomoći dovoljno je uroniti mjesto uboda u tekućinu temperature veće od 40 C° jer je otrov termolabilan. Smrtni slučajevi su rijetki, ali su se događali.
Mrijesti se u lipnju i srpnju kada se pojavljuje u manjim skupinama. Živi na pjeskovitim i muljevitim dnima. Zna ga se naći i uz rubove podmorskih livada. Bijelac se zakopava u pijesak pomoću peraja tako da mu samo van vire oči i prva leđna peraja i nepomičan čeka da mu priđe plijen, nakon čega brzim trzajem napada plijen. Vrlo je proždrljiv, a najčešće se hrani malim organizmima koji se kreću pri morskom dnu, kao što su sitne ribe, rakovi i mekušci. Ali zna napadati i ribe veće od sebe na koje nasrće sa svojim otrovnim bodljama. Sve vrste pauka su rasprostranjene po Mediteranu, istočnom Atlantiku, a možemo ih naći i u Crnom i Sjevernom moru.